# Marion Maréchal

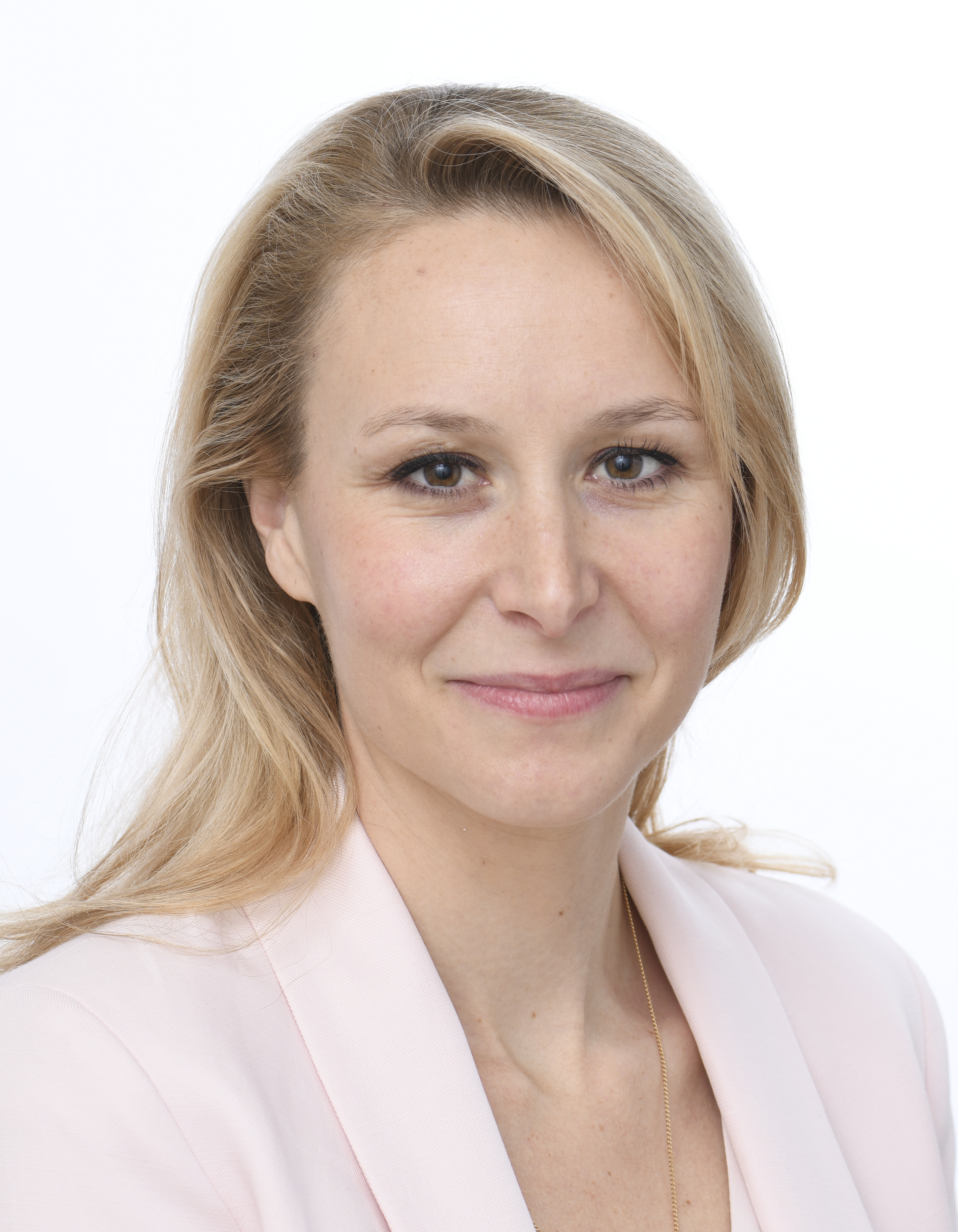
Marion Maréchal (2024)

Marion Maréchal (* 10. Dezember 1989 in Saint-Germain-en-Laye), die bis Mai 2018 unter dem Nachnamen Maréchal-Le Pen auftrat, ist eine französische rechtsradikale Politikerin. Bei der Europawahl 2024 wurde sie ins Europäische Parlament gewählt. Zuvor war die Enkelin von Jean-Marie Le Pen, dem Gründer der rechtsextremen Front National, und Nichte von Marine Le Pen von 2012 bis 2017 Abgeordnete für die Partei Rassemblement National in der Nationalversammlung. Bei der Präsidentschaftswahl 2022 unterstützte sie Éric Zemmour, den rechtsextremen Konkurrenten ihrer Tante.

## Werdegang
Marion Maréchal ist die Tochter von Yann Le Pen, die Enkelin des Front-National-Gründers Jean-Marie Le Pen und die Nichte von Marine Le Pen, der Parteivorsitzenden des Rassemblement National. Nach Angaben ihrer Mutter ist der 2014 verstorbene Diplomat, Journalist und Spion Roger Auque der biologische Vater. Der von 1993 bis 2007 mit Yann Le Pen verheiratete ehemalige Wahlkampfmanager von Jean-Marie Le Pen, Samuel Maréchal, erkannte Marion als seine Tochter an. Bereits mit zwei Jahren war sie auf einem Wahlplakat der Front National auf dem Arm ihres Großvaters abgebildet.
Sie wuchs in einer abgeschlossenen Wohnanlage im Pariser Vorort Saint-Cloud auf. Bis zur dritten Klasse ging sie auf eine öffentliche Schule, schließlich wechselte sie aus „Sicherheitsgründen“ auf eine private, katholisch-traditionalistische Mädchenschule. Eine Klassenkameradin war Madeleine de Jessey, spätere Politikerin der konservativen Républicains und Anführerin der Proteste gegen die gleichgeschlechtliche Ehe. Sie absolvierte ein Master-Studium in öffentlichem Recht an der Universität Paris II (Panthéon-Assas), das sie 2012 abschloss.

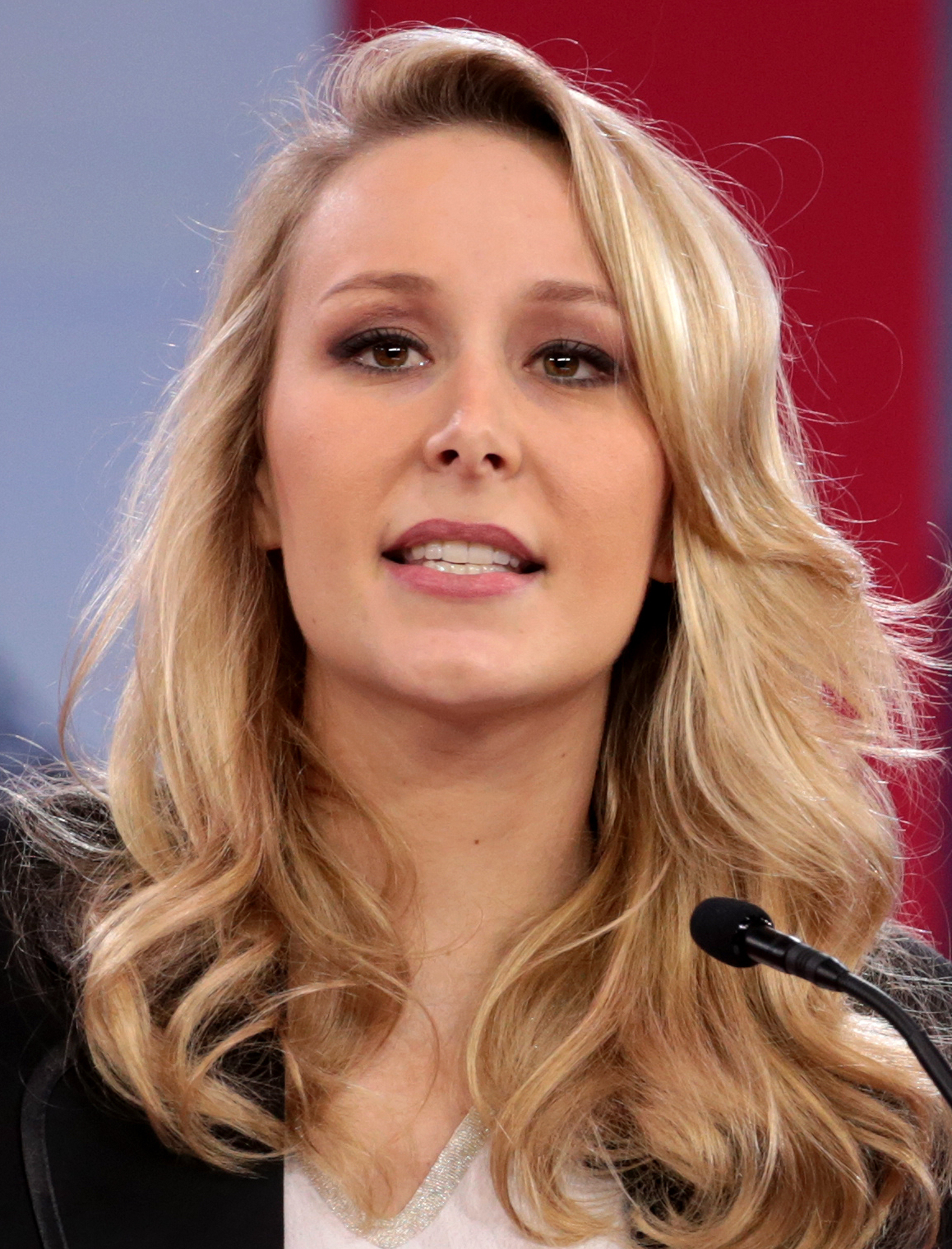
Marion Maréchal (2018)

Mit 18 Jahren trat sie dem Front National bei. Erstmals um ein öffentliches Amt bewarb sie sich – erfolglos – bei den Regionalwahlen 2010 auf dem zweiten Platz der FN-Liste im Département Yvelines. Im selben Jahr ergänzte sie ihren Nachnamen um den der Mutter zu Marion Maréchal-Le Pen.
Am 10. Juni 2012 kam sie im ersten Wahlgang der französischen Parlamentswahlen im als FN-Hochburg bekannten Carpentras (Départements Vaucluse) mit 34,6 Prozent auf den ersten Platz. Im zweiten Wahlgang wurde sie mit 42,09 Prozent der Stimmen vor Catherine Arkilovitch von den Sozialisten und dem bisherigen konservativen Abgeordneten Jean-Michel Ferrand (UMP), der dieses Amt insgesamt sechs Legislaturperioden lang innehatte, gewählt.
Sie wurde dabei mit 22 Jahren die jüngste Abgeordnete in die Nationalversammlung der Fünften Französischen Republik. Sie war in dieser Legislaturperiode bis 2017 eine von zwei Abgeordneten ihrer Partei (neben Gilbert Collard).
Nach der Niederlage Marine Le Pens bei den Präsidentschaftswahlen im Mai 2017 erklärte Marion Maréchal-Le Pen ihren Rückzug aus der Politik. Beobachter sahen darin u. a. die Absicht, sich nicht in einen offenen Machtkampf mit ihrer Tante ziehen zu lassen. Nach ihrem zeitweiligen Rückzug aus der Politik gründete sie im Mai 2018 die private Hochschule Institut des sciences sociales économiques et politiques (Issep; Institut für Sozialwissenschaften, Wirtschaft und Politik) in Lyon. Sie ist seither Direktorin des Instituts, an dem 2019 sechzig Studenten eingeschrieben waren. Im Mai 2018 gab sie den Namenszusatz Le Pen in ihrem Nachnamen auf.

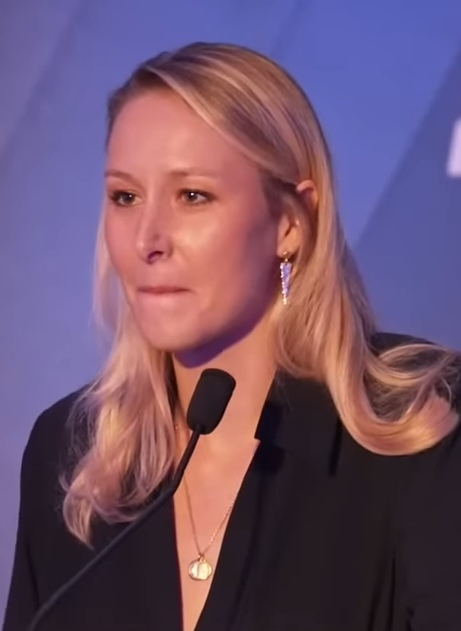
Maréchal in Brüssel, 2025

2022 machte sie in der Präsidentschaftswahl in Frankreich 2022 ihre Unterstützung für den rechtsextremen Kandidaten Éric Zemmour öffentlich und nahm in dessen Partei Reconquête die Stellung der Vizepräsidentin an. Sie wandte sich damit von ihrer Tante Marine Le Pen ab, die ebenfalls für das Amt kandidierte. Sie stand an der Spitze der Wahlliste für Reconquête in der Europawahl 2024 und wurde als Abgeordnete ins Europäische Parlament gewählt. Für die vorgezogenen Parlamentswahl in Frankreich 2024 versuchte sie ohne Abstimmung mit ihrer Partei ein Wahlbündnis mit dem Rassemblement Nationale auszuhandeln; nachdem eine Einigung auf gemeinsame Kandidaten gescheitert war, rief Maréchal dazu auf, für Kandidaten des Rassemblement National zu stimmen. Éric Zemmour warf ihr „Verrat“ vor; sie wurde daraufhin aus Reconquête ausgeschlossen. Sie gründete im Oktober 2024 ihre eigene Partei Identité-Libertés.

## Politische Standpunkte

Maréchal mit dem Vorsitzenden der rumänischen AUR-Partei George Simion, 20. März 2025

Maréchal-Le Pen hat sich öffentlich dagegen gewehrt, als rechtsextrem bezeichnet zu werden. Im Gegensatz zu vielen Anhängern des Rassemblement National hat sie sich gegen die Todesstrafe ausgesprochen, allerdings für eine „wirklich lebenslange“ Gefängnisstrafe. Sie ist keine Gegnerin des gesetzmäßigen Schwangerschaftsabbruchs bei medizinischen oder sozialen Indikationen, lehnt aber die Kostenübernahme des Eingriffs durch die Krankenkassen ab, wenn dieser wiederholt erfolgt. Sie hat sich außerdem gegen die Gleichberechtigung eingetragener homosexueller Partnerschaften mit der Ehe ausgesprochen und an öffentlichen Demonstrationen dagegen teilgenommen.
Bei einer Veranstaltung der royalistisch-rechtsextremen Action française bekannte sie, sie gehöre einer Generation an, die von den Werten der Republik „genervt“ sei (« saoulée par les valeurs de la République »), die „man uns ständig serviert und von denen man nicht weiß, was sie einfordern“. Die Republik habe für sie keinen Vorrang vor Frankreich, sie verteidige die Fünfte Republik, aber diese sei nur ein politisches System. Ihr Land sei Frankreich, das bereits Jahrhunderte vor der Französischen Revolution existiert habe. Charles Maurras, den historischen Anführer der Action française, bezeichnete sie – auch wenn sie nicht in allem mit ihm übereinstimme – als „politischen Denker ersten Ranges“. Maréchal-Le Pen galt unter den Anhängern des Front National als sehr beliebt, besonders im Süden Frankreichs zog sie bei Wahlveranstaltungen regelmäßig große Menschenmengen an. In den Augen ihrer Anhänger wurde sie auch als mögliche Nachfolgerin ihrer Tante Marine Le Pen gesehen; dabei wurden ihre Positionen oft als gegensätzlich zu den anti-europäischen Stellungnahmen Marine Le Pens und ihres damaligen Stellvertreters Florian Philippot interpretiert.

## Privates

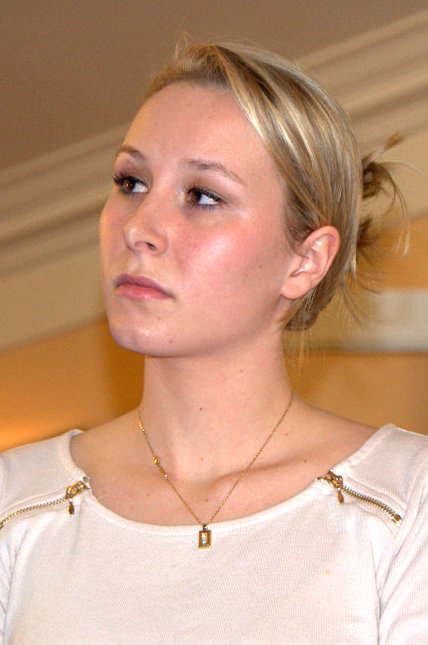
Maréchal-Le Pen (2013)

Maréchal heiratete im Juli 2014 den Unternehmer Matthieu Decosse. Im September 2014 brachte sie eine Tochter zur Welt. Sie trennte sich 2016 von Decosse. Seit 2021 ist sie mit dem italienischen Politiker Vincenzo Sofo verheiratet. 2022 kam eine gemeinsame Tochter des Paares zur Welt. Sofo ist seit 2020 Mitglied des Europäischen Parlaments (bis Februar 2021 Lega Nord, seitdem Fratelli d’Italia).